# Finská rallye 1995
Finská rallye 1995 byla devátou a předposlední soutěží mistrovství světa v rallye 1995 ve třídě W2L. Soutěž se jela ve dnech 25. až 27. srpna. Trať měřila 1500 km a měla 32 rychlostních zkoušek. 
Soutěž byla poznamenána velkým odpadnutím posádek. Z vedoucí pozice odstoupil i Juha Kankkunen. Celkově soutěž vyhrál Tommi Mäkinen, ale jeho výsledek se nezapočítával do mistrovství. Vítězem kategorie mistrovství W2L byl Jarmo Kytölehto, který skončil celkově třetí. Soutěže se účastnil i tým Škoda Motorsport. Pavel Sibera se umístil na desáté a Emil Triner na jedenácté pozici. Celkově skončili v rámci mistrovství světa na čtvrté a páté pozici, přičemž vyhráli kategorii A06.

## Výsledky
1. Tommi Mäkinen, Seppo Harjanne – Mitsubishi Lancer EVO III
2. Marcus Grönholm, Timo Rautiainen – Toyota Celica 4WD Turbo
3. Jarmo Kytölehto, Arto Kapanen – Opel Astra GSi 16V
4. Per Svan, Johan Olsson – Opel Astra GSi 16V
5. Alister McRae, David Senior – Nissan Sunny GTI
6. Mika Korhonen, Launo Heinonen – Mitsubishi Lancer EVO II
7. Marko Ipatti, Harri Kiesi – Mitsubishi Lancer EVO II
8. Jouni Ahvelammi, Teppo Leino – Toyota celica GT-4
9. Mika Utria, Marko Lehtinen – Mitsubishi Lancer EVO II
10. Pavel Sibera, Petr Gross – Škoda Felicia Kit Car